# Warren Treadgold
Warren T. Treadgold je americký historik a byzantolog. V roce 1970 získal na Harvardu titul AB. O sedm let později zde také obdržel Ph.D. Přednášel na UCLA, Stanfordově univerzitě a UC Berkeley. V současnosti působí jako profesor byzantistiky z Národní nadace pro humanitní obory na St. Louiské univerzitě.
Věnuje se politické, ekonomické, vojenské, sociální a kulturní historii Byzantské říše. Na kontě má řadu odborných publikací a článků v odborných časopisech.

## Vybraná díla
- The Early Byzantine Historians, New York: Palgrave Macmillan 2007.
- A Concise History of Byzantium, New York: Palgrave Macmillan 2001.
- A History of the Byzantine State and Society, Stanford: Stanford University Press 1997. ISBN 0-8047-2630-2
- Byzantium and Its Army, 284-1081, Stanford: Stanford University Press 1995.
- The Byzantine Revival, 780-842, Stanford: Stanford University Press 1988. ISBN 0-8047-1462-2
- The Byzantine State Finances in the Eighth and Ninth Centuries, New York: East European Monographs 1982.
- The Nature of the Bibliotheca of Photius, Washington: Dumbarton Oaks 1980.